# Nyazanga
Nyazanga (ou Nya Zanga) est un village du Cameroun situé dans le département du Dja-et-Lobo et la région du Sud. Il fait partie de la commune de Sangmélima.

## Archéologie
En 2013, l'ouverture des sols à l'occasion d'importants travaux routiers a permis des collectes d'échantillons d'herbiers et des fouilles archéologiques dans le secteur de Sangmélima-Mintom.
En particulier, le sommet de colline de Nyazanga a révélé, sur une ligne d’à peine 200 m de longueur, une trentaine de fosses-dépotoirs, ainsi que des trous de poteau indiquant la présence de maison. D'une densité exceptionnelle, les fosses ont été échantillonnées et cartographiées. Ces découvertes permettent de mettre en évidence d’importantes concentrations humaines pendant l'Âge du fer ancien (années 2000 av. J.-C.).